# Кубок Німеччини з футболу 1936
Кубок Німеччини з футболу 1936 — 2-й розіграш кубкового футбольного турніру в Німеччині.
Участь брали 5291 команда, які змагались у 4 стадії. Кращі 64 команди вийшли до фінального етапу з 6 раундів. Переможцем кубка Німеччини став Лейпцигер ШК Посейдон.

## Перший раунд
| Команда 1                     | Рахунок | Команда 2                     |
| ----------------------------- | ------- | ----------------------------- |
| 7 червня 1936                 |         |                               |
| Британія (Альгерміссен)       | 1:4     | Вердер-1899                   |
| Пайне                         | 2:0     | Ганновер 96                   |
| 11 червня 1936                |         |                               |
| Вестмарк-05 (Трір)            | 3:1     | Саарбрюкен                    |
| Кельн                         | 0:0 дч  | Вінгст-1905 (Кельн)           |
| 13 червня 1936                |         |                               |
| Вакер (Марктредвіц)           | 0:1     | Штутгарт                      |
| Берлінер Вікторія 1889        | 1:0     | Вакер (Лейпциг)               |
| Феєрбах-1898 (Штутгарт)       | 5:2     | Фенікс-Алеманія (Карлсруе)    |
| 14 червня 1936                |         |                               |
| Профцгайм                     | 7:0     | Пірмазенс                     |
| Швайнфурт-1905                | 4:0     | Ханау-93                      |
| Харта                         | 8:0     | Ваккер-1900 (Галле)           |
| Черускер (Герліц)             | 1:2     | Берлінер-1892                 |
| КСК-1903 (Кассель)            | 1:2     | ПСВ Хемніц                    |
| Альтонаер-1893                | 3:5     | Вакер-04 (Берлін)             |
| Баварія (Мюнхен)              | 3:4     | ССВ Ульм-1928                 |
| Фрайбургер                    | 2:0     | Кікерс (Оффенбах)             |
| Герта                         | 3:2     | Аймсбюттелер (Гамбург)        |
| Гольштайн (Кіль)              | 1:2 дч  | Поліцай (Любек)               |
| Пройссен (Лангенбілау)        | 2:7     | Форвортс-Разеншпорт (Глайвіц) |
| Релінгаузен                   | 2:1     | Армінія (Білефельд)           |
| Штутгартер Кікерс             | 0:1     | Мюнхен-1860                   |
| Бойтенер-09 (Битом)           | 3:2     | Мінерва-93 (Берлін)           |
| Лейпцигер ШК Посейдон         | 5:0     | СВ Єна                        |
| Бенрат-06 (Дюссельдорф)       | 2:0     | Райдтер (Менхенгладбах)       |
| Рурорт (Дуйсбург)             | 2:5     | Шальке 04                     |
| Вікторія (Гамбург)            | 6:1     | Дессау-05                     |
| Рот-Вайс (Обергаузен)         | 7:0     | АСА (Ач)                      |
| Флерсгайм                     | 0:1     | Вальдгоф                      |
| 21 червня 1936                |         |                               |
| МСВ вон дер Гольц (Тильзит)   | 0:2     | Стандорд-Гінденбург (Ольштин) |
| Вікторія (Штолп)              | 6:0     | Пройссен (Данціг)             |
| Ворматія (Вормс)              | 3:2 дч  | Фрідберг                      |
| 21 червня 1936 (перегравання) |         |                               |
| Вінгст-1905 (Кельн)           | 8:3     | Кельн                         |
| 16 серпня 1936                |         |                               |
| Сігамбрія (Клафельд)          | 2:1     | Фортуна (Дюссельдорф)         |
| Нюрнберг                      | 7:0     | Планіцер                      |

## 1/16 фіналу
| Команда 1                     | Рахунок | Команда 2                     |
| ----------------------------- | ------- | ----------------------------- |
| 21 червня 1936                |         |                               |
| Вестмарк-05 (Трір)            | 0:1     | Штутгарт                      |
| 27 червня 1936                |         |                               |
| Мюнхен-1860                   | 3:3     | Профцгайм                     |
| 28 червня 1936                |         |                               |
| Швайнфурт-1905                | 5:2     | Феєрбах-1898 (Штутгарт)       |
| Берлінер-1892                 | 4:1     | Бойтенер-09 (Битом)           |
| Шальке 04                     | 2:0     | Релінгаузен                   |
| ПСВ Хемніц                    | 5:2     | Берлінер Вікторія 1889        |
| ССВ Ульм-1928                 | 3:0     | Фрайбургер                    |
| Стандорд-Гінденбург (Ольштин) | 2:1     | Вікторія (Штолп)              |
| Поліцай (Любек)               | 1:3     | Герта                         |
| Пайне                         | 1:0     | Харта                         |
| Форвортс-Разеншпорт (Глайвіц) | 2:2 дч  | Лейпцигер ШК Посейдон         |
| Вакер-04 (Берлін)             | 5:4     | Вікторія (Гамбург)            |
| Вердер-1899                   | 3:2 дч  | Рот-Вайс (Обергаузен)         |
| Ворматія (Вормс)              | 11:1    | Вінгст-1905 (Кельн)           |
| 16 серпня 1936 (перегравання) |         |                               |
| Профцгайм                     | 2:0     | Мюнхен-1860                   |
| 23 серпня 1936                |         |                               |
| Бенрат-06 (Дюссельдорф)       | 3:2     | Нюрнберг                      |
| Вальдгоф                      | 6:0     | Сігамбрія (Клафельд)          |
| 23 серпня 1936 (перегравання) |         |                               |
| Лейпцигер ШК Посейдон         | 3:0     | Форвортс-Разеншпорт (Глайвіц) |

## 1/8 фіналу
| Команда 1                      | Рахунок | Команда 2               |
| ------------------------------ | ------- | ----------------------- |
| 5 вересня 1936                 |         |                         |
| Штутгарт                       | 0:0 дч  | Шальке 04               |
| 6 вересня 1936                 |         |                         |
| ССВ Ульм-1928                  | 2:4     | Швайнфурт-1905          |
| Профцгайм                      | 1:2     | Ворматія (Вормс)        |
| Вакер-04 (Берлін)              | 1:3     | Вердер-1899             |
| ПСВ Хемніц                     | 0:1     | Вальдгоф                |
| Герта                          | 1:1 дч  | Бенрат-06 (Дюссельдорф) |
| Лейпцигер ШК Посейдон          | 2:0     | Берлінер-1892           |
| 13 вересня 1936                |         |                         |
| Стандорд-Гінденбург (Ольштин)  | 1:3     | Пайне                   |
| 20 вересня 1936 (перегравання) |         |                         |
| Шальке 04                      | 6:0     | Штутгарт                |
| Бенрат-06 (Дюссельдорф)        | 8:2     | Герта                   |

## Чвертьфінали
| Команда 1                       | Рахунок | Команда 2               |
| ------------------------------- | ------- | ----------------------- |
| 25 жовтня 1936                  |         |                         |
| Вердер-1899                     | 2:5 дч  | Шальке 04               |
| Вальдгоф                        | 1:2     | Швайнфурт-1905          |
| Ворматія (Вормс)                | 3:3 дч  | Бенрат-06 (Дюссельдорф) |
| Пайне                           | 2:4     | Лейпцигер ШК Посейдон   |
| 8 листопада 1936 (перегравання) |         |                         |
| Бенрат-06 (Дюссельдорф)         | 2:3     | Ворматія (Вормс)        |

## Півфінали
| Команда 1             | Рахунок | Команда 2        |
| --------------------- | ------- | ---------------- |
| 8 листопада 1936      |         |                  |
| Шальке 04             | 3:2     | Швайнфурт-1905   |
| 22 листопада 1936     |         |                  |
| Лейпцигер ШК Посейдон | 5:1     | Ворматія (Вормс) |

## Фінал
| 3 січня 1937 |

| Лейпцигер ШК Посейдон | 2:1      | Шальке 04       |
| --------------------- | -------- | --------------- |
| Май 21' Габріель 32'  | Протокол | Кальвіцький 42' |

| Олімпіаштадіон, Берлін Глядачів: 70 000 Арбітр: Егон Захер |